# Neoscaptia apicipuncta
Neoscaptia apicipuncta är en fjärilsart som beskrevs av Rothschild 1912. Neoscaptia apicipuncta ingår i släktet Neoscaptia och familjen björnspinnare. Inga underarter finns listade i Catalogue of Life.